# Loke v Tuhinju
Loke v Tuhinju je naselje v Občini Kamnik.

## Lega
Loke se nahajajo okoli 8 km vzhodno od Kamnika v spodnjem delu Tuhinjske doline ob cesti Kamnik - Ločica. 

## Zgodovina
Loke v Tuhinju so prvič zapisane pod imenom »Lag« - Loka - v urbarju posesti, ki so spadale pod kamniško deželsko sodišče in je bil sestavljen okoli leta 1400.

## Umetnostni spomeniki
V vasi stoji baročna podružnična cerkev sv. Tomaža. Cerkev je na mestu srednjeveške zgradbe za časa šmartinskega župnika M.F. Paglovca v letih 1720-1725 gradil ljubljanski stavbenik Gregor Maček. Prvotni poslikani leseni strop v ladji so najverjetneje leta 1846 zamenjali z banjastim obokom. Veliki leseni oltar, ki so ga prinesli iz frančiškanske cerkve v Kamniku je izdelek frančiškanske rezbarske delavnice iz okoli 1720 do 1730, le kip sv. Tomaža je iz 19. st. V oltarju Jezusovega imena iz 1737 je Metzingerjeva slika iz 1741; tedaj je bila narejena tudi prižnica.